# Göndöcs Benedek
Göndöcs Benedek (Nagyvárad, 1824. július 23. – Gyula, 1894. január 4.) apát-plébános, Göndöcs Lajos testvéröccse.

## Élete
Magyar nemes családból származott. Középiskoláinak befejezése után 1843-ban a nagyváradi római katolikus egyházmegye papi növendékei közé lépett és teológiai tanulmányai bevégeztével 1847. október 6-án áldozópappá szentelték fel. Ezután Újkígyóson segédlelkész lett, ahol magára vonta Kígyós kegyurának, Wenckheim József Antal grófnak figyelmét, aki őt udvari káplánjául magához vette és 1852-ben bekövetkezett halálakor végrendeletében egyetlen gyermekének egyik gyámjául nevezte ki, s őt bízta meg a teljesen árván maradt Krisztina grófi leányka, az ország akkor leggazdagabb árvája nevelésének felügyeletével. Göndöcs a gondjaira bízott grófnőt honleányi erényekben gazdaggá, fennkölt lelkűvé és könyörületes szívűvé nevelte, aki 1872-ben Wenckheim Frigyes gróffal történt egybekelésekor 100 000 forinttal a gyulai árvaházat megalapította és később a Gyulán felállítandó gimnáziumalapra 50 000 forintot adott.
Göndöcs 1863-ban lett Újkígyós lelkésze. Az új plébános, az aszály által okozott ínségről emlékezetes évben 12 családot a sajátjából tartott el és az új aratásig 50-60 éhező nyert főtt eledelt a plébánián, míg a betegek segélyben és ápolásban részesültek. E mellett templomot, halottaskamrát, kalváriát, lelkészi lakot és elemi iskolát építtetett és a nép részére könyvtárt szerzett be. Kígyósi tanyáján méhészetet rendezett be és az ő adományából létesült Békés vármegyei mintaméhészetet valódi mintául emelte az egész országban.
Zeer-monostori (pusztaszeri) apátnak 1868-ban nevezte ki ő felsége. 1869-ben szentszéki ülnök lett. Békésgyulára 1873-ban választották meg plébánosnak és augusztus 15-én foglalta el hivatalát. Itt öt iskola, két tanítói lakás, hatosztályú női kézimunka- és leányiskola, a temető rendezése, a nagy templom orgonája mind az ő buzgalmának bizonyítékai. A népnevelés előmozdítására az új lelkész pályadíjakat tűzött ki a Békés vármegyei tanítók részére, állított egy ifjúsági ének- és zeneiskolát, sat.
Beutazván egész Európát, módjában volt ismereteit és tapasztalatait gazdagítani. Az állattenyésztés és állatnemesítés terén a legismertebbek egyike az ő neve. A városi polgárok kényelmét és szórakozását is szem előtt tartván, létesítette a népkertet és az abban lévő pavilont. Kulturális téren azonban egyik legnagyobb érdeme a békésvármegyei régészeti és művelődéstörténeti egylet megalakulása 1874-ben, mely leginkább az ő, továbbá Haan Lajos és Zsilinszky Mihály buzgóságának köszönhető.
Az 1870-ben alakult Magyarországi Méhészeti Egyesületnek elnöke lett és 1873-ban megalakította a békésmegyei okszerű méhész-egyletet és 1878-ban Budapesten Kriesch Jánossal az Országos Magyar Méhészeti Egyesületet. Gyula város közönsége 1881 és 1884-ben országgyűlési képviselőjének választotta.
A Magyar Nemzeti Múzeum képtárát 12 darab olajfestmény- és rézmetszettel gazdagította, az akadémia könyvtárának sok becses művet és kigyúlt palotájának helyreállítására tekintélyes összeget adományozott, az etnográfiai-néprajzi múzeumnak eredeti népviseleteket ajándékozott, a Nemzeti Színház, az országos zenede, az állatkert bőkezű adományaiban osztozott az írói segélyegylet, a magyar természettudományi, Szent István és László Társulatok, a Szent Vince Egylet, a budapesti és debreceni zenede, a békésvármegyei régészeti és az okszerű méhészegylet, az országos és a megyei gazdasági és az országos méhészegylet, a gyulai polgári kör és a katolikus olvasó kör: valamennyi alapító tagjául tiszteli.

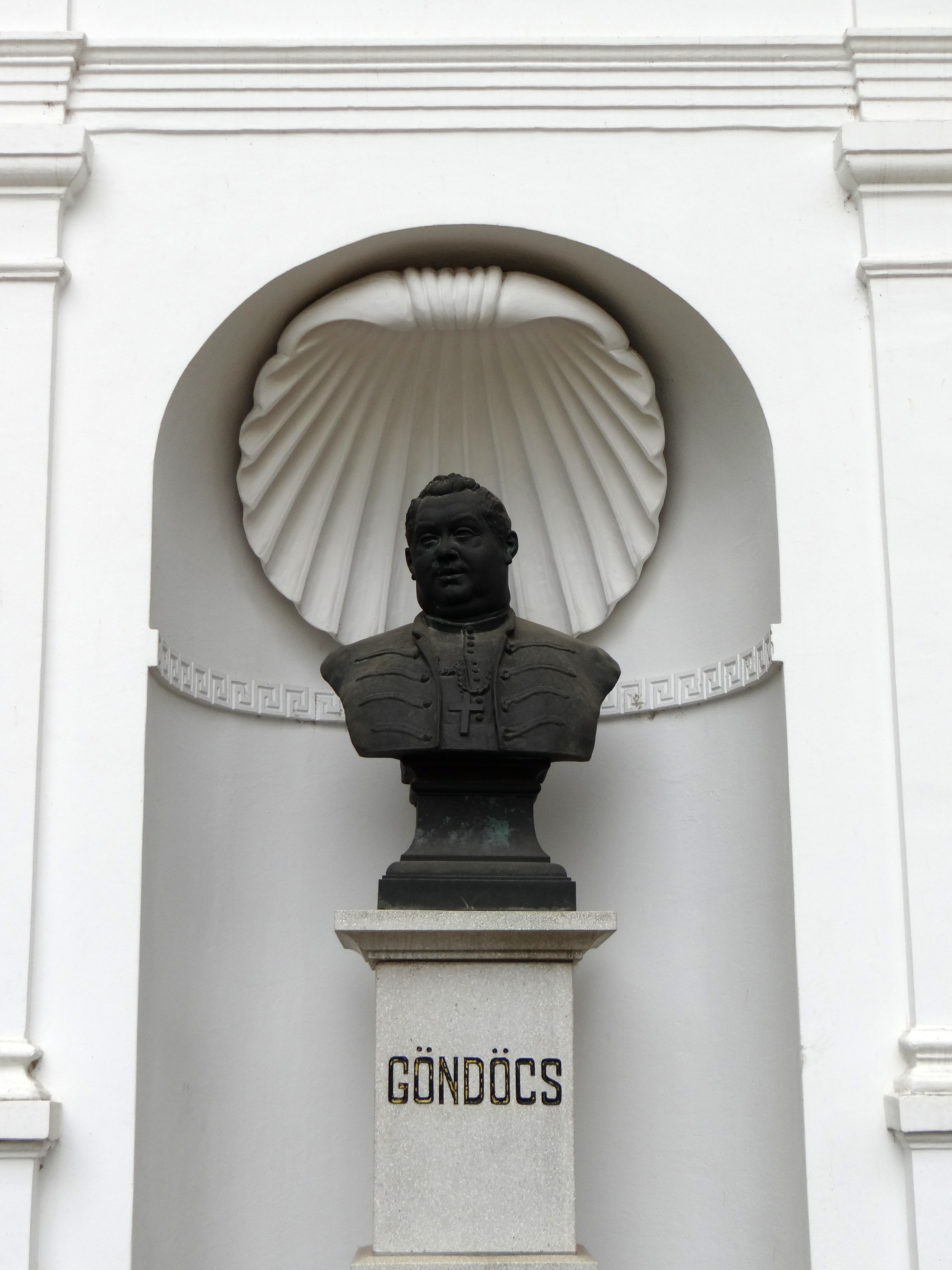
Mellszobra Gyulán

## Írásai
Cikkeket irt a Vasárnapi Ujságba (1863. Bémer László báró, Szaniszló Ferencz nagyváradi püspök), a Gyakorlati Mezőgazdába (1872. A dohány okszerű termesztése és kezeléséről), a Kertész Gazdába (1872. Dohánymunka), a Békésbe (1873. Elnöki beszéd a békésm. régészeti egylet tárlatának megnyitásán, 1889. Báró Wenckheim Béla emlékezete), a békésvármegyei régészeti és mívelődéstörténelmi társulat Évkönyveibe (1875-79. Elnöki megnyitó beszédek, Geist Gáspár életrajza, 1880. báró Wenckheim László emlékezete, 1883. A méhészet hetedfélszázados múltja, XI. 1886. Bonyhai Benjamin emlékezete), a Békésmegyei Közlönybe (1878. Békésmegye a török uralom alatt és az erdélyi fejedelmek korában), a Néptanítók Lapjába (1880. A selyemtenyésztés érdekében, 1886. Szükségben segély a méhészet részére), a M. Koronába (1880. 127. sz. Néhány újabb szó a selyemtenyésztés érdekében). Egyes egyházi beszédei a Jó Pásztorban jelentek meg; írt a sz. István társulat Naptárába (1885) és az Iparosok Naptárába (1886) sat.

## Munkái

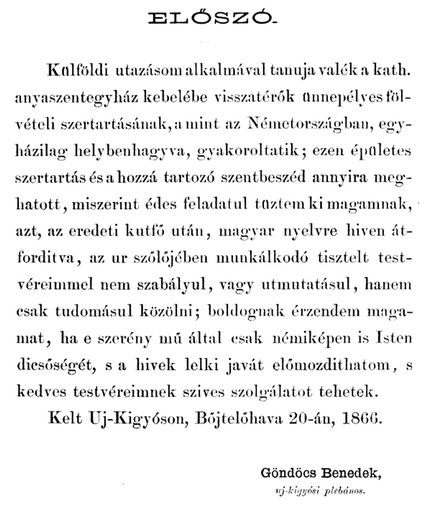
Az Ünnepélyes szertartás (Pest, 1866) előszava

- Szent beszéd, melyet lelkipásztorrá ünnepélyes beigtatásakor karácson hava 30. az új-kigyósi templomban mondott. Pest, 1863.
- Hogyan lehet a kenyeret megszaporítani, hogy tiz család három hónapon át az éhenhalástól megmentessék. Pest, 1863.
- Reggeli ima, esti ima, gyermekek számára. Pest, 1864.
- Isten az én örömöm. Oktató imakönyv növendékek számára. Pest, 1864. (Több kiadást ért.)
- Németországban szokásos ünnepélyes szertartás az eretnekségből vagy a szakadárságból a r. kath. anyaszentegyház kebelébe visszatértek fölvételénél. Pest, 1866.
- Sirvirágok. A gyászos kesergők vígasztalására összeszedve. Pest, 1868.
- Gyászének elhunyt szeretteink emlékének szentelve, hangjegyekkel és orgonakísérettel. Eger, 1871.
- Népszerű beszélgetések a dohány okszerű kezeléséről. Különös tekintettel a szivarlevelekre, mely a termesztőnek legtöbb jövedelmet biztosít. Gyula, 1872. (3. bőv. kiadás. Gyula, 1878.)
- Szent beszéd, melyet gr. Wenckheim Frigyes és gr. Wenckheim Krisztina egybekelésök alkalmával jún. 18. Ó-Kigyóson mondott. Pest, 1872.
- Lelkipásztori búcsúzása Új-Kigyósról. Pest, 1873.
- Hogyan lehet a kolerában levőket meggyógyítani? Pest, 1873.
- Szent beszéd lelkipásztori beiktatása alkalmával, szept. 28. Gyula, 1873.
- Szent beszéd, melyet a Jézus szent Szíve társulatának megalakításakor a gyulai r. kath. templomban mondott. Bpest, 1874.
- Szent beszéd gr. Wenckheim Frigyesné által alapított árvaház megnyitásának alkalmára. Gyula, 1875.
- Szent beszéd, melyet gr. Wenckheim Géza úr ő mélt. és Dehé Zsenni úrhölgy ő nagys. ünnepélyes házassági egybekelésök alkalmával Ó-Kigyóson 1876. febr. 9. elmondott. Bpest, 1876.
- Jézus szent Szíve tisztelete. Elmélkedések, imák és énekek. Békés-Gyula, 1877.
- Szent beszéd a gyulai német temetői beszentelés alkalmával 1878. júl. 28. Békés-Gyula.
- Emlékbeszéd, melyet b. Wenckheim László arczképének B.-Gyulán 1880. márcz. 23. a békésmegyei takarékpénztár gyűléstermében ünnepélyes leleplezésekor tartott. Bpest, 1880.
- Szent beszéd, melyet a b.-gyulai iparos ifjusági önképző és betegsegélyző egylet zászlajának fölszentelése alkalmából a r. kath. nagy templomban 1880. aug. 15. elmondott. Bpest, 1880.
- Hogyan kell tenyészteni a selyemhernyót? Legszükségesebb tudnivalók a selyemtenyésztésről a gyermekek és a nép számára kérdések és feleletekben. 2. jav. kiadás. Gyula, 1880. (3. jav. kiadás. Gyula, 1884.)
- Szent beszéd, melyet Gyulán a Stefanie menház megnyitása alkalmával 1880. febr. 2. mondott. Gyula, 1880.
- G. B. országgyűlési képviselő beszéde a földmívelési-, ipar- s kereskedelmi miniszteriumi költségvetés tárgyalása alkalmával a képviselőház 1882. márcz. 4. ülésén. Bpest, 1882.
- Emlék a Budapesten 1882. aug. 19. tartott országos méhészegyleti kiállításról. Bpest, 1882.
- Gróf Wenckheim József emlékezete. Bpest, 1882.
- Pusztaszer és az évezredes ünnepély. Bpest, 1883. (Két melléklettel. A tiszta jövedelem, fele részben a Pusztaszeren létesítendő emlékkápolna, s másik fele részben a szent Gellérthegyen felállítandó magyar dicsőség csarnoka, pantheon javára fog fordíttatni. Ism. Századok.)
- Országgyűlési beszédek, melyeket Gyula városa országgyűlési képviselője 1881-84. években tartott és azokra vonatkozó nyilatkozatok. Összeszedte Bauer Ferencz. Bpest, 1884.
- Pár őszinte szó a méhészet- gyümölcsészet- és selymészetnek az országban mielőbbi elterjesztése ügyében. B.-Gyula, 1884.
- Az iparosokhoz és tanonczokhoz, «van-e szükség az ipar-tanoncz-iskolára?» «és mi ennek a haszna?» B.-Gyula, 1885.
- Báró Wenckheim Béla emlékezete... Mellszobrának ünnepélyes leleplezése alkalmával 1889. júl. 7. B.-Gyula, 1889.
- Szent beszéd, melyet a b.-gyulai m. földészi társulat zászlójának fölszentelése alkalmából tartott. B.-Gyula, 1889.
- Szent beszéd kereszt megáldása alkalmával a szent József templom előtt 1891. B.-Gyula.
- Hasznos tudnivalók. I. Gyakorlati tanácsok a virág- és gyümölcsös kertnek mikénti berendezéséről. II. Gyakorlati tanácsok a méhészet köréből. III. Tanácsok betegség esetén. B.-Gyula, 1891. (2. bőv. kiadás. Gyula, 1893.)
- A pokolvarbetegség biztos gyógyítására használati utasítás a nép számára. B.-Gyula, év n.
- A halottas kamaráknak minden községben leendő létesítése tárgyában. B.-Gyula, év. n.
- Gyula város lakossága megváltsa-e a regálejogot?... B.-Gyula, év n.

Szerkesztette a Népbarát című ismeretterjesztő hetilapot a nép számára 1878. december 21-től 1879. március 15-ig Békés-Gyulán.
Kiadta: Fekete Pál szőlőszeti vándortanár előadása Békés-Gyulán ápr. 23. 1882. c. munkáját. (Ebben Göndöcs cikkei: Hogyan lehet a kerti bort jóvá tenni? Hogyan lehetne névnapokra, lakodalmakra és baráti összejövetelekre ízletes, kellemes bort minden nagyobb költség nélkül előállítani?)